# Фалез, Пьер
Пьер Фалез (нидерл. Petrus Phalesius; ок. 1507, Лувен — ок. 1575, Лувен) — фламандский нотоиздатель, один из крупнейших деятелей раннего нотопечатания.
В 1541 году открыл книжную лавку в Лувенском университете, с 1545 года в типографиях Лувена стал издавать книги и ноты, в том числе интабуляции для лютни, сборники шансон, мотетов, мессы, магнификаты).
Семейное дело Фалеза продолжили его сыновья Корнель и Пьер и внучка Мадлен (дочь Пьера). В конце XVI — первых десятилетиях XVII века они издали множество нотных сборников, в которых виден репертуарный уклон в сторону вошедшей в моду в Нидерландах итальянской музыки (мадригалы, канцонетты, баллетто и др.).
Нотные издания семьи Фалезов — ценные памятники музыкальной культуры Эпохи Возрождения: некоторые сочинения Я. Клеменса, Т. Крекийона, И. де Кастро, Ф. Герреро, О. ди Лассо, Ч. де Роре и др. композиторов сохранились только в этих изданиях.